# Rutina de pensament
Les rutines de pensament es van desenvolupar dins el Project Zero, creat l'any 1967 a la Universitat de Harward per Howard Gardner, Nelson Goodman, David Perkins juntament amb investigadors de l'Escola d'Educació de la Universitat Harvard (Cambridge, Massachusetts, USA), amb l'objectiu d'investigar sobre l'aprenentatge d'organitzacions i persones. Les rutines i les destreses mentals són tasques i processos que afavoreixen l'aprenentatge en qualsevol disciplina i/o situació de la vida quotidiana.
Pel que fa a la investigació en matèria d'aprenentatge i cognició, David Perkins ha desenvolupat la cultura del pensament amb les rutines i les destresses mentals.
Les rutines de pensament són seqüències breus d'1-4 preguntes que s'utilitzen per estimular un pensament analític, reflexiu, crític i creatiu.

## Definicions
Les rutines de pensament segons Ritchart (2014) són organitzadors que ajuden a estructurar, endreçar i organitzar les diferents formes de pensar en el procés d'aprenentatge, alhora que potencien l'autonomia de la persona que aprèn. Per a Perkins, D., la rutina de pensament és un patró senzill de pensament que es pot utilitzar i reutilitzar en qualsevol àmbit fins a interioritzar-la i aprendre-la.
Les rutines de pensament s'utilitzen per a expressar idees, escriure conclusions, comparar, contrastar i sintetitzar la informació.
Les rutines de pensament es poden practicar a la vida quotidiana (segons Perkins, D.).

## Característiques
- Són estratègies breus i fàcils d'ensenyar, d'aprendre i de recordar, orienten el pensament.
- Són petites seqüències de 3 o 4 preguntes que faciliten el pensament i la creació d'idees.
- S'usen repetidament en grup o de forma individual i en diversos contextos.
- Cada rutina té un nom que la identifica i que és fàcil de recordar.
- Estan formulades perquè el pensament es faci visible.
- Faciliten el desenvolupament de l'autonomia en l'aprenentatge.
- Faciliten l'autonomia de pensament.

## Procés d'Ensenyament-aprenentatge
El procés ensenyament-aprenentatge té una àrea que és aprendre a pensar eficaçment. Segons Swartz i els seus col·laboradors el pensament eficaç fa referència a l'aplicació competent i estratègica de les destreses i rutines o hàbits de pensament, aquestes permenten pensar a l'hora d'argumentar, explicar, prendre decisions així com qualsevol acció creativa, crítica o bé analítica.
Segons Swartz les persones que tenen la capacitat de pensar amb eficiència poden utilitzar i de fet utilitzen aquestes destreses i hàbits, per iniciativa pròpia al hora de desenvolupar processos de pensament, així com controlar-ne el seu ús.
Segons David Parkins el pensament és invisible als ulls, està tancat a la ment i al cervell. Per tal de concretar i visualitzar aquest pensament, l'autor parteix de la premissa que tot allò que es veu s'aprèn i proposa les rutines i les destreses de pensament com a eines per a visualitzar el pensament i exterioritzar-lo.
Perkins, D., proposa que els docents, per a estimular el pensament racional i perquè aquest sigui visible utilitzin el llenguatge del pensament, per això proposa l'ús de les paraules com: evidència, possibilitat, imaginació, perspectiva, hipòtesis, raó, entre d'altres.